# Prickvingad myrfågel
Prickvingad myrfågel (Microrhopias quixensis) är en fågel i familjen myrfåglar inom ordningen tättingar. Den har en vid utbredning från södra Mexiko till Bolivia och Brasilien i Sydamerika. Arten minskar i antal, men beståndet anses vara livskraftigt.

## Utseende
Prickvingad myrfågel känns lätt igen på tydliga vita fläckar på vingarna som formar ett band samt den kilformade vitspetsade stjärten. Hanen är i övrigt svart, honan skiffergrå ovan och roströd undertill.

## Utbredning och systematik
Prickvingad myrfågel placeras som enda art i släktet Microrhopias. Den delas in i tio underarter med följande utbredning:
- Microrhopias quixensis boucardi – tropiska sydöstra Mexiko, Belize, östra Guatemala och norra Honduras
- Microrhopias quixensis virgatus – sydöstra Honduras och östra Nicaragua till Costa Rica och Panama
- Microrhopias quixensis consobrina – östra Panama till västra Colombia och västra Ecuador
- Microrhopias quixensis microstictus – södra Guyana, Surinam, Franska Guyana och nordöstra Amazonområdet i Brasilien
- Microrhopias quixensis quixensis – södra Colombia till östra Ecuador och nordöstra Peru
- Microrhopias quixensis intercedens – låga områdena i centrala Peru och sydvästra Amazonområdet i Brasilien
- Microrhopias quixensis nigriventris – Andernas östra sluttningar i centrala Peru (från San Martín till norra Cusco)
- Microrhopias quixensis albicauda – sydöstra Peru (Cuzco, Madre de Dios, Puno) och närliggande norra Bolivia (Pando)
- Microrhopias quixensis bicolor – södra och centrala Amazonområdet i Brasilien
- Microrhopias quixensis emiliae – Amazonområdet Brasilien (mellan floderna Tapajós och Tocantins och i norra Mato Grosso)

## Levnadssätt
Prickvingad myrfågel hittas i fuktiga skogar och skogsbryn i tropiska låglänta områden. Den ses vanligen i par eller smågrupper som aktivt rör sig i klängväxter och snår i de nedre och mellersta skikten i undervegetationen.

## Status och hot
Arten har ett stort utbredningsområde, men tros minska i antal, dock inte tillräckligt kraftigt för att den ska betraktas som hotad. Internationella naturvårdsunionen IUCN listar arten som livskraftig (LC). Beståndet uppskattas till i storleksordningen en halv miljon till fem miljoner vuxna individer.